# آرامگاه سالار رضا
مقبره سالار رضا مربوط به دوره صفوی است و در شهرستان جیرفت، روستای گرم سالار رضا واقع شده و این اثر در تاریخ ۲۲ تیر ۱۳۷۹ با شمارهٔ ثبت ۲۷۵۳ به‌عنوان یکی از آثار ملی ایران به ثبت رسیده است.